# Eld i Sotet
Eld i Sotet är ett album från 1975 med Lill-Nickes från Halmstad och Rolf Dahlströms dragspelskvartett på varsin sida. 
Från Lill-Nickes medverkar Dan Larsson, dragspel, Sven-Arne Olofsson, bas, Ulf Persson, gitarr, Bertil Pettersson, trummor och Lars-Erik Karlsson, fiol. Från Rolf Dahlströms dragspelskvartett medverkar Rolf Dahlström, dragspel, Owe Björklund, gitarr och Åke Göransson, bas.

## Låtlista
Sida A Lill-Nickes 
1. Nickes Polka (Uppt. Dan Larsson)
2. August Bondessons Vals (Uppteckn & Arr:Dan Larsson)
3. Jällsjöschottis (Bertil Pettersson-Lars-Erik Carlsson)
4. Eld i Sotet (Tradd.arr:Lars-Erik Carlsson)
5. Kyrkbackavalsen (Lars-Erik Carlsson)
6. Schottis i Takten (Tore Skogman)
7. Nicanor Lindkvists polska (Folke Lindqvist & Åke Lindqvist)
8. Hälsingen (Eric Öst)
9. Karis-Pers polska (Tradd.arr:Dan Larsson)

Sida B Rolf Dahlströms dragspelskvartett
1. Bikupan (Arne Arvidsson)
2. Vid Gäddforsen (Allan Forsberg)
3. En sväng med Värmlandstöserna (Rune Nilsson)
4. Staffans Hambo (Tore Lejdestad)
5. Astrid (Dane Persson)
6. Delsboligan (Arne Djärvh)
7. Afton på Hakefjorden (Arne Johansson)
8. Vassaraschottis (Nestor Henriksson)
9. Schottis från Fjärås (Ingvar Karlsson)